# Тім Майотт
Тімоті «Тім» Майотт (англ. Timothy Mayotte) — колишній американський тенісист, олімпійський медаліст. Найвищу одиночну позицію світового рейтингу — 7 місце досяг 31 жовтня 1988, парну — 66 місце — 3 січня 1983 року. Здобув 12 одиночних та 1 парний титул. Найвищим досягненням на турнірах Великого шолома були півфінали в одиночному розряді.
Срібну олімпійську медаль Майотт виборов на Сеульській олімпіаді 1988 року, поступившись у фіналі Мілославу Мечиржу.
Після завершення виступів у 1992 році Майотт працював тренером та спортивним агентом.

## Значні фінали

### Олімпіада: 1 срібна медаль
| Результат | Рік  | Турнір              | Поверхня | Супротивник     | Рахунок            |
| --------- | ---- | ------------------- | -------- | --------------- | ------------------ |
| Срібло    | 1988 | Сеульська олімпіада | Хард     | Мілослав Мечирж | 6–3, 2–6, 4–6, 2–6 |

## Фінали за кар'єру

### Одиночний розряд 23 (12–11)
| Легенда                            |
| Чемпіонати закінчення сезону (0–1) |
| Grand Prix Super Series (0–1)      |
| Літні Олімпійські ігри (0–1)       |
| Серія турнірів ATP (0–1)           |
| Grand Prix Regular Series (12–7)   |

| Фінали за покриттям |
| Тверде (4–2)        |
| Трава (1–2)         |
| Ґрунт (0–0)         |
| Килим (7–7)         |

| Результат | Ранг | Дата     | Турнір                            | Покриття   | Суперник         | Рахунок                      |
| --------- | ---- | -------- | --------------------------------- | ---------- | ---------------- | ---------------------------- |
| Поразка   | 1.   | Жов 1981 | Мауї, США                         | Тверде     | Генк Пфістер     | 4–6, 4–6                     |
| Поразка   | 2.   | Бер 1982 | Страсбург, Франція                | Килим (i)  | Іван Лендл       | 0–6, 5–7, 1–6                |
| Поразка   | 3.   | Чер 1982 | Бристоль, Англія                  | Трава      | Джон Александер  | 3–6, 4–6                     |
| Поразка   | 4.   | Лип 1984 | Ньюпорт, США                      | Трава      | Віджай Амрітрадж | 6–3, 4–6, 4–6                |
| Перемога  | 1.   | Лют 1985 | Дельрей-Біч, США                  | Тверде     | Скотт Девіс      | 4–6, 4–6, 6–3, 6–2, 6–4      |
| Поразка   | 5.   | Кві 1985 | WCT Finals, Даллас                | Килим (i)  | Іван Лендл       | 6–7(4–7), 4–6, 1–6           |
| Поразка   | 6.   | Лют 1986 | Філадельфія, США                  | Килим (i)  | Іван Лендл       | w/o                          |
| Перемога  | 2.   | Чер 1986 | Лондон Queen's Club, Англія       | Трава      | Джиммі Коннорс   | 6–4, 2–1 ret.                |
| Перемога  | 3.   | Лют 1987 | Філадельфія, США                  | Килим (i)  | Джон Макінрой    | 3–6, 6–1, 6–3, 6–1           |
| Перемога  | 4.   | Кві 1987 | Чикаго, США                       | Килим (i)  | Девід Пейт       | 6–4, 6–2                     |
| Перемога  | 5.   | Жов 1987 | Тулуза, Франція                   | Килим (i)  | Ріккі Остертун   | 6–2, 5–7, 6–4                |
| Перемога  | 6.   | Лис 1987 | Париж, Франція                    | Килим (i)  | Бред Гілберт     | 2–6, 6–3, 7–5, 6–7(5–7), 6–3 |
| Перемога  | 7.   | Лис 1987 | Франкфурт-на-Майні, Німеччина     | Килим (i)  | Андрес Гомес     | 7–6(8–6), 6–4                |
| Перемога  | 8.   | Лют 1988 | Філадельфія, США                  | Килим (i)  | Джон Фіцджеральд | 4–6, 6–2, 6–2, 6–3           |
| Перемога  | 9.   | Лип 1988 | Скенектаді, США                   | Тверде     | Йохан Крік       | 5–7, 6–3, 6–2                |
| Поразка   | 7.   | Вер 1988 | Літні Олімпійські ігри 1988, Сеул | Тверде     | Мілослав Мечирж  | 6–3, 2–6, 4–6, 2–6           |
| Перемога  | 10.  | Жов 1988 | Брисбен, Австралія                | Тверде (i) | Мартін Девіс     | 6–4, 6–4                     |
| Перемога  | 11.  | Жов 1988 | Франкфурт-на-Майні, Німеччина     | Килим (i)  | Леонардо Лаваль  | 4–6, 6–4, 6–3                |
| Поразка   | 8.   | Лют 1989 | Філадельфія, США                  | Килим (i)  | Борис Бекер      | 6–7(4–7), 1–6, 3–6           |
| Перемога  | 12.  | Лип 1989 | Washington Open, США              | Тверде     | Бред Гілберт     | 3–6, 6–4, 7–5                |
| Поразка   | 9.   | Лют 1990 | Мілан, Італія                     | Килим (i)  | Іван Лендл       | 3–6, 2–6                     |
| Поразка   | 10.  | Лют 1990 | Toronto Indoor, Канада            | Килим (i)  | Іван Лендл       | 3–6, 0–6                     |
| Поразка   | 11.  | Лис 1990 | Москва, Росія                     | Килим (i)  | Андрій Черкасов  | 2–6, 1–6                     |

## Виступи в одиночних турнірах Великого шолома
| W | Ф | ПФ | ЧФ | #Р | КТ | К# | DNQ | A | NH |

| Турнір                                 | 1978  | 1979  | 1980  | 1981  | 1982  | 1983  | 1984  | 1985  | 1986  | 1987  | 1988  | 1989  | 1990  | 1991  | 1992  | Career SR |
| -------------------------------------- | ----- | ----- | ----- | ----- | ----- | ----- | ----- | ----- | ----- | ----- | ----- | ----- | ----- | ----- | ----- | --------- |
| Відкритий чемпіонат Австралії з тенісу |       |       | 1р    | ЧФ    | 3р    | ПФ    | 2р    | 4р    | NH    |       |       |       | 1р    |       |       | 0 / 7     |
| Відкритий чемпіонат Франції з тенісу   |       |       |       |       | 1р    | 1р    | 1р    |       |       |       | 2р    | 2р    |       |       |       | 0 / 5     |
| Вімблдонський турнір                   |       |       |       | ЧФ    | ПФ    | ЧФ    | 4р    | 4р    | ЧФ    | 3р    | ЧФ    | ЧФ    | 1р    | 4р    |       | 0 / 11    |
| Відкритий чемпіонат США з тенісу       |       | 1р    | 1р    | 3р    | 2р    | 1р    | 4р    | 4р    | 1р    | 2р    | 3р    | ЧФ    | 1р    | 1р    |       | 0 / 13    |
| Strike rate                            | 0 / 0 | 0 / 1 | 0 / 2 | 0 / 3 | 0 / 4 | 0 / 4 | 0 / 4 | 0 / 3 | 0 / 2 | 0 / 2 | 0 / 3 | 0 / 3 | 0 / 3 | 0 / 2 | 0 / 0 | 0 / 36    |
| Рейтинг на кінець року                 | 436   | 420   | 171   | 33    | 30    | 16    | 44    | 12    | 15    | 9     | 10    | 13    | 37    | 115   | 1097  | N/A       |